# Philosophy of the World
Philosophy of the World är The Shaggs enda studioalbum, släppt 1969.

## Låtlista
Alla låtar skrevs av Dorothy Wiggin.
Sida ett
1. "Philosophy of the World" – 2:56
2. "That Little Sports Car" – 2:06
3. "Who Are Parents?" – 2:58
4. "My Pal Foot Foot" – 2:31
5. "My Companion" – 2:04
6. "I'm So Happy When You're Near" – 2:12

Sida två
1. "Things I Wonder" – 2:12
2. "Sweet Thing" – 2:57
3. "It's Halloween" – 2:22
4. "Why Do I Feel?" – 3:57
5. "What Should I Do?" – 2:18
6. "We Have a Savior" – 3:06

## Musiker
- Dorothy Wiggin – sologitarr, sång
- Betty Wiggin Porter – kompgitarr, sång
- Helen Wiggin – trummor
- Rachel Wiggin – bas på "That Little Sports Car"